# Mallophora pyrura
Mallophora pyrura är en tvåvingeart som beskrevs av Camillo Rondani 1863. Mallophora pyrura ingår i släktet Mallophora och familjen rovflugor. Inga underarter finns listade i Catalogue of Life.